# Первов, Павел Дмитриевич
Павел Дмитриевич Первов (1860—1929) — русский педагог, историк и переводчик.

## Биография
Родился 27 июня (9 июля) 1860 года в деревне Шестино Тверского уезда Тверской губернии. Сын крестьянина. В 1870 году поступил в первый класс Тверской гимназии, которую окончил после восьми лет обучения (с серебряной медалью). В 1878—1882 годах обучался в Историко-филологическом институте князя Безбородько в Нежине (поступил в институт без сдачи вступительных экзаменов). После окончания словесного отделения института был направлен в Елатомскую гимназию, а из неё в 1888 году был перемещён  преподавателем греческого и латинского языка в Елецкую гимназию с чином коллежского асессора; был библиотекарем гимназии.
Автор многочисленных переводов памятников классической литературы на русский язык. Среди его работ: «Мысли» Блеза Паскаля (1889), 5 книг «Метафизики» Аристотеля (совместно с В. В. Розановым: Первов переводил, а Розанов писал комментарии; ЖМНП, 1888—1889). Автор книг по истории, философии, педагогике, которые выходили в издательстве Киммеля в Риге, специализировавшегося на греческих и римских классиках, написал воспоминания о Розанове «Философ в провинции».
В 1895 году в чине коллежского советника переехал в Москву, где преподавал в Лазаревском институте восточных языков.
Продолжал работать над переводами и после революции: «почти каждый вечер в библиотеке ЦЕКАБУ (Центральная комиссия по улучшению быта учёных) можно было видеть седую, склонившуюся над книгами голову, он все изучал, переводил, писал».
Умер в 1929 году.